# 鳥取県道49号鳥取河原用瀬線
鳥取県道49号鳥取河原用瀬線（とっとりけんどう49ごう とっとりかわはらもちがせせん）は、鳥取県鳥取市を通る県道（主要地方道）である。

## 概要

### 路線データ
- 起点：鳥取県鳥取市徳尾（嶋入口交差点、鳥取県道21号鳥取鹿野倉吉線交点）
- 終点：鳥取県鳥取市用瀬町鷹狩（鷹狩駅交差点、国道53号・国道482号交点）
- 総延長：33.9 km[要出典]

## 歴史
- 1993年（平成5年）5月11日 - 建設省から、県道河内鳥取線の一部・県道北村岩坪線・県道杣小屋曳田線の一部・県道中井小河内用瀬線が鳥取河原用瀬線として主要地方道に指定される[1]。
- 1994年（平成6年）3月15日 鳥取県告示第225号により鳥取県道49号鳥取河原用瀬線として認定される[2]。
  - 前身は鳥取県道281号河内鳥取線・鳥取県道152号北村岩坪線・鳥取県道230号中井小河内用瀬線（鳥取県告示第226号により廃止）。鳥取県道281号河内鳥取線のうち鳥取県気高郡鹿野町河内（現・鳥取市鹿野町河内） - 鳥取県鳥取市槙原間が鳥取県道281号河内槙原線に移行したことに伴い同路線に移行しなかった部分と鳥取県道152号北村岩坪線・鳥取県道230号中井小河内用瀬線の全線が本路線になった。
- 2009年（平成21年）12月4日 鳥取県告示第724号により鳥取市上段 - 鳥取市上原間（上原バイパス）が区域決定される[3][4]。
- 2009年（平成21年）12月6日 12月4日付鳥取県告示第725号により鳥取市上段 - 鳥取市上原間（上原バイパス）が供用開始[5][4]。
- 2012年（平成24年）3月30日 鳥取県告示第227号により、上原バイパス開通により旧道化した部分（鳥取市上原）が鳥取市道2016033号上原幹線に移行される[6][7]。
- 2016年（平成28年）1月19日 鳥取県告示第34・35号により、新槙原橋（鳥取市槙原）が供用開始[8][9]。

## 路線状況

### 重複区間
- 鳥取県道32号郡家鹿野気高線（鳥取市槙原・小原交差点 - 鳥取市岩坪）
- 鳥取県道196号杣小屋曳田線（鳥取市河原町北村 - 鳥取市河原町牛戸）

### 通行不能区間
- 鳥取県鳥取市岩坪 - 鳥取県鳥取市河原町北村 (2.1 km)
- 鳥取県鳥取市河原町小河内 - 鳥取県鳥取市河原町山上 (1.9 km)

## 地理

### 通過する自治体
- 鳥取市

### 交差する道路
| 交差する道路                                                          | 交差する場所     | 交差する場所        |
| --------------------------------------------------------------------- | ---------------- | ------------------- |
| 鳥取県道21号鳥取鹿野倉吉線                                            | 徳尾（とくのお） | 嶋入口交差点 / 起点 |
| E9 山陰自動車道                                                       | 嶋               | 1 鳥取西IC          |
| 鳥取市道2010165号上原猪子線（鳥取広域農道） 鳥取広域農道 重複区間起点 | 上原             |                     |
| 鳥取市道2010163号上原細見線（鳥取広域農道） 鳥取広域農道 重複区間終点 | 上原             |                     |
| 鳥取県道32号郡家鹿野気高線 重複区間起点 鳥取県道281号河内槙原線       | 槙原             |                     |
| 鳥取県道32号郡家鹿野気高線 重複区間終点                               | 岩坪             |                     |
| 通行不能区間                                                          |                  |                     |
| 鳥取県道196号杣小屋曳田線 重複区間起点                                | 河原町北村       |                     |
| 鳥取県道196号杣小屋曳田線 重複区間終点                                | 河原町牛戸       |                     |
| 鳥取県道230号小河内加茂線                                             | 河原町小河内     |                     |
| 通行不能区間                                                          |                  |                     |
| 鳥取市道3234070号散岐本線                                             | 河原町水根       |                     |
| E29 鳥取自動車道 鳥取市道3260251号用瀬パーキング線                    | 用瀬町美成       | 6 用瀬IC            |
| 国道53号 国道373号 重複 国道482号                                     | 用瀬町鷹狩       | 鷹狩駅交差点 / 終点 |